# 지방도 제901호선
지방도 제901호선은 경상북도 김천시 지례면 교리 교리 교차로와 영주시 봉현면 오현리 봉현사거리를 잇는 경상북도의 지방도이다.
노선 중간에 충청북도 영동군 지역을 통과한다. 2021년 12월 6일 고항재를 넘어가는 은풍로 및 테라피로 구간이 이 노선으로 신규 지정되었다.

## 연혁
- 2003년 2월 14일: 충청북도 구간 노선 재지정[1]
- 2003년 2월 20일: 경상북도 구간 종점을 문경시 동로면 적성리에서 예천군 상리면 신곡리로 16.3km 구간 연장. 이에 따라 '구성 ~ 동로선'에서 '구성 ~ 상리선'이 됨.[2]
- 2004년 10월 4일: 모서우회도로(상주시 모서면 삼포리) 510m 구간 개통, 기존 1.72km 구간 폐지[3]
- 2005년 9월 5일: 영동군 상촌면 흥덕리 질매재에 야생동물 생태통로 설치로 노선 변경[4]
- 2005년 12월 6일: 예천양수발전소 하부저수지 건설로 인해 예천군 상리면 사곡리 260m 구간 이설 개통, 기존 310m 구간 폐지[5]
- 2006년 1월 20일: 가은 ~ 마성간 도로(문경시 마성면 하내리 ~ 모곡리) 6.913km 구간 확장 개통, 기존 1.76km 구간 폐지[6]
- 2006년 9월 25일: 모서 ~ 영동간 도로(상주시 모서면 지산리 ~ 화현리) 2.11km 구간 재포장 개통[7]
- 2007년 7월 30일: 상주시 내서면 북장리 320m 구간 선형 개량 개통[8]
- 2009년 5월 26일: 가은 우회도로(문경시 가은읍 작천리 ~ 마성면 하내리) 3.12km 구간 개통[9]
- 2010년 1월 14일: 동로 ~ 상리간 도로(문경시 동로면 간송리 ~ 석황리, 예천군 상리면 명봉리) 3.52km 구간 개통[10]
- 2018년 11월 15일: 경상북도 구간 기점을 김천시 구성면 구미리에서 김천시 지례면 교리로 3.9km 연장.[11]
- 2021년 12월 6일 : 경상북도 구간 종점을 예천군 효자면 사곡리에서 영주시 봉현면 오현리로 연장. 이에 따라 경상북도 구간 총 연장이 기존 136.14km에서 159.35km로 되고 '구성 ~ 상리선'에서 '지례 ~ 봉현선'이 됨.[12]

## 주요 경유지

### 경상북도 (충청북도영동군이남)
- 김천시
  - 지례면 교리 교차로 - 무릉교
  - 구성면 무릉교 - 무릉교 북단 - 임평리 - 임천리 - 마산리 - 우두령 (해발 720m)

### 충청북도
- 영동군
  - 상촌면 우두령 (해발 720m) - 흥덕리 - 궁촌교 - 궁촌리 - 유곡리 - 상촌중학교 - 상촌교 - 상촌삼거리 - 상촌면사무소 - 돈대리 - 돈대삼거리
  - 매곡면 수원리 - 매곡삼거리 - 매곡면사무소 - 매곡초등학교 - 노천리
  - 황간면 소계리 - 소계삼거리 - 황간삼거리 - 황간버스터미널 - 황간교삼거리 - 옥포삼거리 - 금상교 - 황간중학교 - 신흥교 - 신흥리 - 원촌교 - 원촌리 - 솔티재 - 용암리 - 용암삼거리 - 금계리

### 경상북도 (충청북도영동군이북)
- 상주시
  - 모서면 호음리 - 호음2교 - 호음1교 - 정산리 - 백학리 - 득수교 - 득수리 - 화현리 - 지산교 - 지산리 - 지산교 - 삼포리 - 삼포교 - 도안리 - 석산리 - 석산교 - 소정리 - 지기재 - 대포리
  - 내서면 노류리 - 노류1교 - 노류2교 - 평지교 - (유정쉼터) - 평지리 - 신촌리 - 신촌교 - 내서삼거리 - 내서면 행정복지센터 - 고곡리 - 서만리
  - 외서면 우산리 - 우산삼거리 - 이촌1교 - 이촌교삼거리 - 이촌2교 - 이촌리
  - 은척면 하흘리 - 하흘교 - 봉중교 - 봉중리 - 봉중2교 - 문암리

- 문경시
  - 농암면 지동리 - 선곡리 - 사현리 - 사현삼거리 - 갈동리 - 농암교 - 농암사거리 - 농암2교 -  농암리
  - 가은읍 전곡리 - 성유리 - 성저리 - 작천리 - 가은읍 행정복지센터 - 가은파출소 - 왕릉교 - 가은중학교, 가은고등학교 - 왕능리
  - 마성면 하내리 - 하내2교 - 하내1교 - 정리 - 마성면 행정복지센터 - 소야삼거리 - 모곡 교차로 - 남호리
  - 문경읍 마원리 - 문경교 - 하리 - 문경시장 - 교촌리 - 요성교 - 요성리 - 고요리 - 팔영리 - 팔영교 - 당포교 - 당포초등학교 - 당포리 - 용연교 - 용연리 - 갈평삼거리 - 갈평교 - 갈평리 - 중평리 - 여우목고개 (해발 620m)
  - 동로면 여우목고개 (해발 620m) - 생달교 - 생달리 - 적성리 - 장터삼거리 - 적성삼거리 - 동로교 - 노은삼거리 - 간송리 - 허궁다리 - 석항1교 - 석항교 - 석항리 - (생태통로)

- 예천군
  - 효자면 (생태통로) - 명봉리 - 사곡리 - 사곡 교차로 - 높은다리 - 효자치안센터
  - 은풍면 송월리 - 송월 교차로 - 우곡교 - 우곡리 - 은산리 - 은계교
  - 효자면 석묘보건진료소 - 석묘리 - 백석리 - 고항리 - 예천곤충연구소 곤충생태원 - 고항재

- 영주시
  - 봉현면 고항재 - 국립산림치유원 - 주치1교 - 두산리 - 두산교 - (풍기1교 남단) - 500년 풍기인삼 문화팝업공원 - 봉현사거리

## 중복 구간
- 영동군 상촌면 상촌삼거리 ~ 황간면 황간교삼거리: 국가지원지방도 제49호선과 중복
- 영동군 황간면 황간삼거리 ~ 황간교삼거리: 국가지원지방도 제68호선과 중복
- 상주시 모서면 지산리 ~ 삼포리: 국가지원지방도 제49호선과 중복
- 상주시 내서면 낙서리 ~ 내서삼거리: 국도 제25호선과 중복
- 상주시 외서면 우산삼거리 ~ 이촌교삼거리: 지방도 제997호선과 중복
- 문경시 농암면 사현삼거리 ~ 농암사거리: 국가지원지방도 제32호선과 중복
- 문경시 동로면 적성삼거리 ~ 허궁다리 남단: 국도 제59호선과 중복
- 예천군 효자면 사곡 교차로 - 은풍면 우곡리: 지방도 제927호선과 중복

## 도로명

### 경상북도
- 김천시 지례면 교리 교차로 ~ 구성면 무릉교 북단: 남김천대로
- 김천시 구성면 구미리 무릉교 북단 ~ 우두령: 마산로
- 상주시 모서면 호음리 ~ 지산리: 백화로
- 상주시 모서면 지산리 ~ 모서농협주유소: 삼포순환로
- 상주시 모서면 모서농협주유소 ~ 내서면 낙서리: 백화로
- 상주시 내서면 낙서리 ~ 내서삼거리: 영남제일로
- 상주시 내서면 내서삼거리 ~ 외서면 우산삼거리: 채릉산로
- 상주시 외서면 우산삼거리 ~ 문경시 농암면 사현삼거리: 우산로
- 문경시 농암면 사현삼거리 ~ 농암사거리: 무운로
- 문경시 농암면 농암사거리 ~ 가은읍 아호교 서단: 은성로
- 문경시 가은읍 아호교 서단 ~ 마성면 하내리: 가은로
- 문경시 마성면 하내리 ~ 모곡 교차로: 은성로
- 문경시 마성면 모곡 교차로 ~ 문경읍 하리: 새재로
- 문경시 문경읍 하리 ~ 문경시장: 문화로
- 문경시 문경읍 문경시장 ~ 당포교 동단: 주흘로
- 문경시 문경읍 당포교 동단 ~ 동로면 적성삼거리: 여우목로
- 문경시 동로면 적성삼거리 ~ 허궁다리 남단: 금천로
- 문경시 동로면 허궁다리 남단 ~ 예천군 효자면 사곡 교차로: 석항명봉로
- 예천군 효자면 사곡 교차로 ~ 은풍면 우곡리 : 도효자로
- 예천군 은풍면 우곡리 ~ 효자면 고항재: 은풍로
- 영주시 봉현면 고항재 ~ (풍기1교 남단) : 테라피로
- 영주시 봉현면 (풍기1교 남단) ~ 봉현사거리 : 신재로

### 충청북도
- 영동군 상촌면 우두령 ~ 상촌삼거리: 상촌로
- 영동군 상촌면 상촌삼거리 ~ 황간면 소계삼거리: 민주지산로
- 영동군 황간면 소계삼거리 ~ 황간삼거리: 소계로
- 영동군 황간면 황간삼거리 ~ 옥포삼거리: 영동황간로
- 영동군 황간면 옥포삼거리 ~ 금계리: 황간로